# دریاچه برم شور
دریاچه برم شور نام یکی از دریاچه‌های استان فارس می‌باشد. این دریاچه از آب سرازیر شده از کوه‌های گچی اطراف شکل گرفته و به همین خاطر است که طعمی تلخ و شور داشته و به نام برم شور یا دریاچه شور معروف شده‌است. برم شور یک کیلومتر طول، ۵۰۰ متر عرض و ۱۸ کیومتر مربع مساحت دارد و ژرفای آن در برخی نقاط به ۲۰ متر هم می‌رسد.

## جغرافیا
حداکثر طول این دریاچه در حدود ۵ کیلومتر می‌باشد و در فاصله ۲۵ کیلومتری منطقه بابامنیر قرار دارد.